# John Frederick Kensett
John Frederick Kensett (Cheshire (Connecticut), 22 de març de 1816 -Nova York - 14 de desembre de 1872) fou un pintor estatunidenc, representant de l'Escola del Riu Hudson, tot i que progressivament va anar evolucionant vers una branca d'aquesta escola, anomenada luminisme nord-americà.

## Biografia

### Joventut i aprenentatge
John Frederick Kensett va iniciar-se com a gravador a l'obrador del seu pare, Thomas Kensett (1786-1829) a New Haven (Connecticut). Va començar a pintar paisatges a la dècada dels 1830. L'any 1843 va viatjar a Europa amb Asher Brown Durand, John William Casilear (1811-93) i Thomas Prichard Rossiter (1818-71), per tal d'estudiar-ne les obres d'art. L'any 1847 va retornar a Nova York, i va ésser elegit membre de la National Academy of Design.

### Activitat artística
L'any 1849, novament amb Asher Brown Durand i amb John William Casilear, va viatjar pel riu Hudson fins a Catskill (Nova York), on havia viscut Thomas Cole, realitzant esbossos dels mateixos indrets que aquest pintor havia pintat. Les primeres pintures de Kensett reflecteixen la influència de Thomas Cole i de John Constable, però cap a l'any 1850 la seva obra esdevingué més primmirada, i cap a l'any 1855 va fer un tomb vers el luminisme nord-americà. Va començar aleshores a pintar paisatges de marines, especialment de la costa de Nova Anglaterra, reflectint amb gran meticulositat els reflexos de la llum al cel i la mar.
Al contrari de contemporanis seus com Albert Bierstadt o Frederic Edwin Church, no va fer expedicions a indrets llunyans, ans va preferir llocs propers com el llac George, Newport (Maine) o Beverly (Massachusetts). També es va distinguir perquè la majoria dels seus llenços són de petit format, fet no gaire usual dins l'Escola del Riu Hudson. La seva mort, l'any 1872, fou considerada una veritable tragèdia nacional.

## Algunes obres de John Frederick Kensett
Als següents enllaços hom hi trobarà complida informació sobre algunes obres de John Frederick Kensett:
- Niàgara, els ràpids del riu
- El llac George